# Igroš
Igroš (cyr. Игрош) – wieś w Serbii, w okręgu rasińskim, w gminie Brus. W 2011 roku liczyła 559 mieszkańców.